# Niccolò Pacinotti
Niccolò Pacinotti (Florence, 5 februari 1995) is een Italiaans wielrenner die anno 2017 rijdt voor Bardiani CSF.

## Carrière
In 2011 werd Pacinotti achter Žiga Ručigaj en Adam Trudziński derde in de wegwedstrijd op het Europees Jeugd Olympisch Festival. Een seizoen later won hij de Trofeo Buffoni. In 2015 en 2016 behaalde Pacinotti meerdere overwinningen en ereplaatsen in het Italiaanse amateurcircuit, wat hem een profcontract van twee seizoenen bij Bardiani CSF opleverde.

## Overwinningen
2012
Trofeo Buffoni
Ronde van Biella

## Ploegen
- 2017 –  Bardiani CSF

Albanese · Andreetta · Barbin · Boem · Bresciani · Ciccone · Maestri · Maronese · Pacinotti · Pirazzi · Rota · Ruffoni · Simion · Sterbini · Tonelli · Velasco · Wackermann · Zardini · Fortunato (stagiair) · Orsini (stagiair)